# After the Rain (Irma Thomas)
After the Rain è il diciottesimo album in studio della cantante statunitense Irma Thomas, pubblicato il 25 aprile 2006.

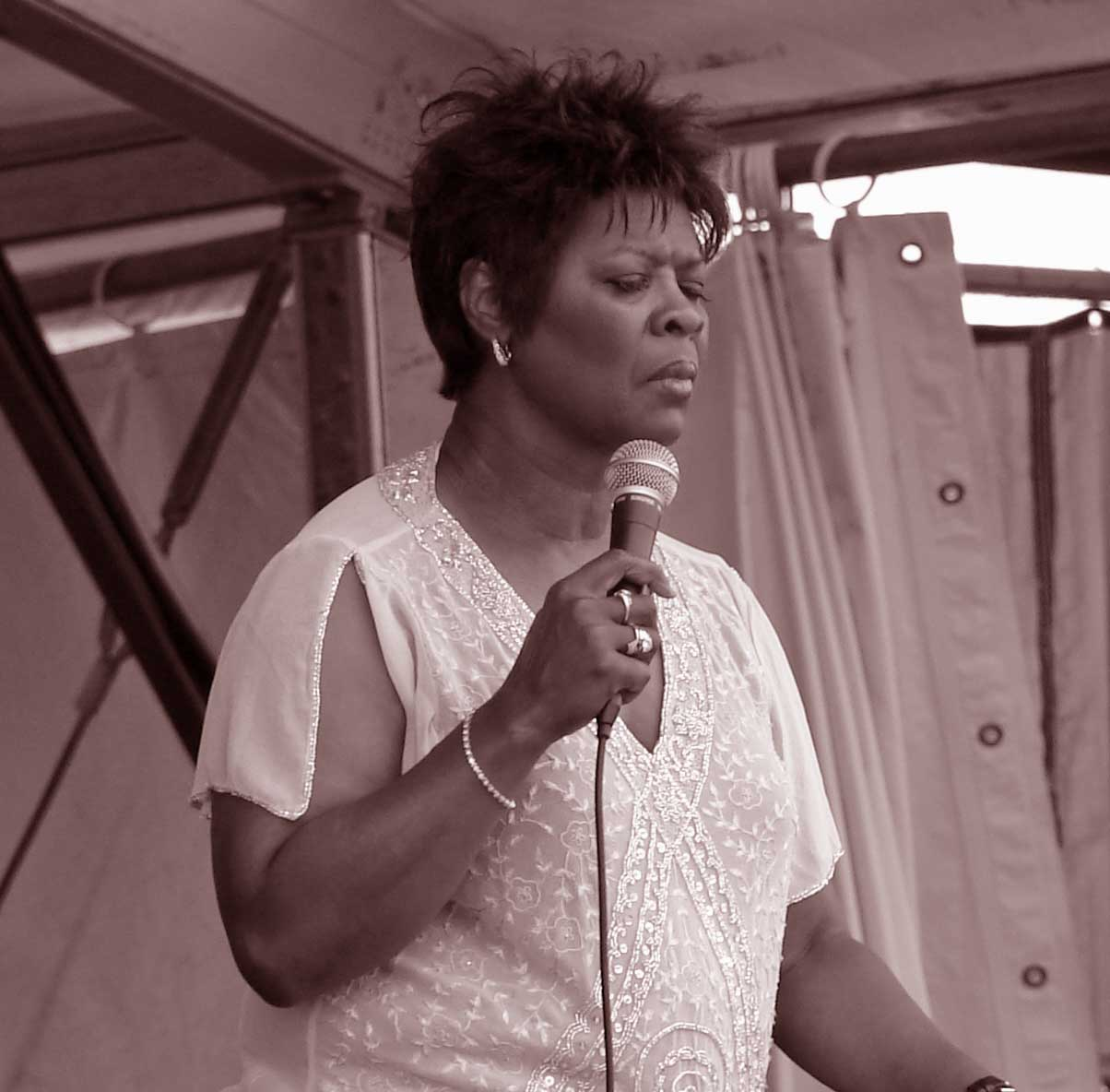
Irma Thomas mentre esegue il suo nuovo disco dal vivo nel 2006

## Antefatti
L'album è stato registrato nei Dockside Studios, a Maurice, vicino alla madrepatria della cantante New Orleans. I lavori per il progetto si sono svolti tra la fine del 2005 e l'inizio del 2006, proprio pochi mesi dopo che il disastroso uragano Katrina si era abbattuto su New Orleans, devastando anche la casa della stessa Irma Thomas. Sebbene le canzoni che compongono l'album siano state scelte da Thomas e dal produttore discografico Scott Billington ben prima dell'arrivo di Katrina, sono comunque riusciti ad affrontare i tempi al momento della pubblicazione, appena otto mesi dopo la tempesta.

## Descrizione
Molte delle canzoni di After the Rain sono permeate dalla sofferenza della tragedia dell'uragano: ad esempio, la più significativa di tali canzoni al riguardo è la cover di In the Middle of It All di Arthur Alexander, che apre il disco, e realizzata con un tono molto più sofferente rispetto all'originale.
Un altro esempio significativo è il brano delta blues della tradizione americana Another Man Done Gone, di cui Irma Thomas ha voluto modificare il testo originale, scrivendo: "Another storm has come / The water’s at his door / He couldn’t stay no more / The water’s at his door" ("Un'altra tempesta è arrivata / L'acqua è alla sua porta / Lui non poteva più rimanere / L'acqua è alla sua porta"), per trasmettere il dolore e le condizioni critiche in cui erano costretti a vivere in quei mesi i centinaia di sfollati di New Orleans dopo l'uragano Katrina.
Tuttavia, questo album non rappresenta la reazione di Irma Thomas alla distruzione provocata dal fenomeno atmosferico, poiché, ad eccezione di Another Man Done Gone, tutte le canzoni inserite sono state registrate mesi prima che Katrina sopraggiungesse. Come ha notato anche la stessa cantante, coincidenza o no, però, l'immagine dominante in tutte le tracce è la pioggia, e le tempeste che spazzano via tutto.

## Tracce
1. In the Middle Of It All – 4:45 (Arthur Alexander)
2. Flowers – 4:22 (Gwil Owen, Kevin Gordon)
3. I Count the Tears – 3:03 (Doc Pomus, Mort Shuman)
4. Make Me a Pallet on Your Floor – 4:30
5. I Wish I Knew How It Would Feel to Be Free – 3:03 (Billy Taylor)
6. If You Knew How Much – 2:27 (David Egan)
7. Another Man Done Gone – 3:49 (Irma Thomas, Scott Billington)
8. Till I Can't Take It Anymore – 3:27 (Clyde Otis)
9. There Honey Dos – 4:27 (Irma Thomas, Corey Harris, David Egan)
10. Another Lonely Heart – 4:20 (Eleni Mandell)
11. Soul of a Man – 3:01 (Blind Willie Johnson)
12. Stone Survivor – 3:49 (David Egan)
13. Shelter in the Rain – 4:14 (Stevie Wonder)

## Formazione[5]
- Irma Thomas - voce
- Sonny Landreth - slide guitar
- David Egan - pianoforte
- Charles "Chucky C" Elam, III - cori
- Corey Harris - chitarra acustica, chitarra elettrica
- Stanton Moore - batteria, percussioni
- Dirk Powell - violino, banjo, chitarra acustica, chitarra elettrica
- James Singleton - basso acustico
- David Torkanowsky - organo Hammond, pianoforte
- Juanita Brooks - cori
- Marc Broussard - cori

## Accoglienza

### Critica
La critica musicale ha notevolmente elogiato l'album. Ad esempio, il New York Times nella sua recensione recita: "La regina del soul di New Orleans, Irma Thomas, riporta la sua voce ricca e risonante in una serie di canzoni sorprendentemente varie. Che si tratti della sua performance 'a tutto gas' nella ballata If You Knew How Much, della sua interpretazione intima di In the Middle of It All o della sua umoristica These Honey Do's, l'elemento comune è l'anima in tutte le sue sfaccettature."

## Riconoscimenti
L'album ha vinto il Grammy Award al miglior album blues contemporaneo ai Grammy Awards 2007. Questo rappresenta il primo Grammy Award vinto dalla cantante dopo circa 50 anni di carriera.
Inoltre, Irma Thomas è divenuta la seconda donna ad aver ricevuto tale riconoscimento, dopo la grande Etta James.